# Young Business Creatives
Young Business Creatives, YBC, är en svensk kommunal gymnasieskola i Nacka kommun.
Skolan har ungefär 750 elever. YBC erbjuder Samhällsvetenskapsprogrammet, Ekonomiprogrammet, Naturvetenskapsprogrammet samt Språkintroduktion.
YBC startades 2008 och fick då mycket uppmärksamhet för sin nytänkande seminariepedagogik och de moderna skollokalerna. Lokalerna utformades mer som ett modernt kontor än en traditionell skola.